# Unreal (álbum)
Unreal es el tercer álbum de estudio del grupo estadounidense Bloodstone. Fue publicado en diciembre de 1973 por London Records.

## Grabación y producción
Producido por Mike Vernon, Unreal se grabó en The Chipping Norton Recording Studios, en Oxfordshire, Inglaterra, durante abril y mayo de 1973. Barry Hammond se encargó de la grabación del álbum. Las sobregrabaciones de teclados y saxofón tenor se llevaron a cabo en los estudios Decca, en Londres, por el ingeniero de audio Kevin Fuller, mientras que las sobregrabaciones de cuerda, trompa, lengüeta y conga se llevaron a cabo en el estudio No.2 de Decca por Adrian Martins.

## Recepción de la crítica
Un escritor no especificado de la revista Cash Box calificó Unreal como “una colección impresionante resaltada como siempre por la magnífica combinación de voces del cuarteto y la quintaesencia del poder rítmico” y elogió “el trabajo de producción de Mike Vernon [que] complementa a Bloodstone de manera experta”. Un escritor no especificado de la revista Billboard señaló que «Something» “está hecho con cuidadosa precisión y utiliza los mejores arreglos del LP” y calificó el lado B del álbum como un “trabajo más funky con un toque de rock de los años 1950 al final”.

## Lista de canciones
| Lado uno |                                                       |          |  |
| N.º      | Título                                                | Duración |  |
| 1.       | «Outside Woman» (Harry Williams)                      | 4:53     |  |
| 2.       | «What Did You Do to Me? Part 1» (Willis Draffen, Jr.) | 4:04     |  |
| 3.       | «What Did You Do to Me? Part 2» (Draffen, Jr.)        | 4:24     |  |
| 4.       | «Unreal» (Charles Love)                               | 5:20     |  |
| 5.       | «Everybody Needs Love» (Charles McCormick)            | 4:02     |  |

| Lado dos | |                     |  |
| N.º      | Título | Duración            |  |
| 1.       | «Something» (George Harrison)                                                                                       | 4:02                |  |
| 2.       | «Keep Your Own Thing Together» (McCormick)                                                                          | 5:30                |  |
| 3.       | «Let Me Ride» (Roger Durham)                                                                                        | 3:56                |  |
| 4.       | «The Traffic Cop (Dance)» (Love)                                                                                    | 3:56                |  |
| 5.       | «Moulded Oldies» I. «Hound Dog» (Mike Stoller) II. «Searchin'» (Jerry Leiber, Stoller) III. «So Fine» (Johnny Otis) | 5:22 1:35 2:05 1:42 |  |

- Los lados uno y dos fueron combinados como pista 1–10 en la reedición de CD.

| Bonus tracks (1996 Rhino Records reissue) |                                        |          |  |
| N.º                                       | Título                                 | Duración |  |
| 11.                                       | «This Thing Is Heavy» (McCormick)      | 3:07     |  |
| 12.                                       | «Friendship» (Eddie Summers)           | 3:10     |  |
| 13.                                       | «Lady of the Night» (Summers)          | 3:06     |  |
| 14.                                       | «Dumb Dude» (Love)                     | 4:40     |  |
| 15.                                       | «You Don't Understand» (Harry Wilkins) | 5:14     |  |

## Créditos y personal
Créditos adaptados desde las notas de álbum de Unreal.
Músicos
- Charles Love – voces, guitarra
- Willis Draffen, Jr. – voces, guitarra
- Harry Williams – voces, percusión
- Roger Durham – voces, percusión
- Charles McCormick – voces, bajo eléctrico
- Harry Wilkins – guitarra, bajo eléctrico
- Darryl Clifton – batería

Músicos adicionales
- Pip Williams – sitar eléctrico, cuerdas, trompa, lengüeta
- Pete Wingfield – piano, piano eléctrico
- Chris Mercer – saxofón tenor
- Laurence Garman – armónica (8)
- Frank Ricotti – conga
- Mike Vernon – armónica, clave, güiro, sacudidor, vibraslap
- Roy Willox – saxofón soprano, clarinete
- Geoffrey Browne – oboe, corno inglés
- Ron Harris – corno francés
- Tony Hallstead – corno francés
- John Donnely – trompeta
- Johnny Huckridge – trompeta
- Cecil Moss – trompeta
- Billy Graham – solo de trombón
- Pete Smith – trombón
- Jeff Perkins – trombón

Personal técnico
- Mike Vernon – productor
- Barry Hammond – ingeniero de audio

Diseño
- Vincent Biondi – director artístico
- Jeffrey Weisel – fotografía
- Glenn Ross – diseño de portada
- Richard Roth – diseño de portada
- Doris and Juliane – maquillaje

## Posicionamiento

### Gráfica semanal
| Gráfica (1974)                            | Pico de posición |
| ----------------------------------------- | ---------------- |
| Estados Unidos (Billboard Top LPs & Tape) | 110              |
| Estados Unidos (Billboard Soul LPs)       | 6                |

### Gráfica de fin de año
| Gráfica (1974)                      | Pico de posición |
| ----------------------------------- | ---------------- |
| Estados Unidos (Billboard Soul LPs) | 41               |